# MTV Europe Music Awards 1995
Gli MTV Europe Music Awards 1995 sono stati trasmessi da Parigi il 23 novembre 1995. È stata la 2ª edizione dell'evento, e si tenne allo Zénith. Fu condotta da Jean-Paul Gaultier, che nel corso della serata apparve con non meno di 15 cambi d'abito.
A consegnare i premi nelle varie categorie furono Carla Bruni, Nina Hagen, Zucchero Fornaciari, George Michael, Jean-Claude Van Damme, Jarvis Cocker dei Pulp e Kylie Minogue.
La serata è da ricordare anche per la presa di posizione del leader degli U2 Bono, che definì il Presidente francese Jacques Chirac un "cazzone" (wanker) per via dei test nucleari, effettuati dalla Francia   nell'Atollo di Mururoa, facente parte della Polinesia Francese situato nell'Oceano Pacifico.

## Vincitori
I vincitori sono segnati in grassetto.

### Miglior canzone
- The Cranberries — "Zombie"
- Michael Jackson — "You Are Not Alone"
- The Offspring — "Self Esteem"
- Seal — "Kiss from a Rose"
- TLC — "Waterfalls"

### Miglior artista femminile
- Björk
- Sheryl Crow
- PJ Harvey
- Janet Jackson
- Madonna

### Miglior artista maschile
- Dr. Dre
- Michael Jackson
- Lenny Kravitz
- Scatman John
- Neil Young

### Miglior gruppo
- Blur
- Bon Jovi
- Green Day
- R.E.M.
- U2

### Miglior rivelazione
- Dog Eat Dog
- H-Blockx
- Alanis Morissette
- Portishead
- Weezer

### Miglior artista dance
- East 17
- Ini Kamoze
- La Bouche
- Moby
- Sin With Sebastian

### Miglior artista rock
- Bon Jovi
- Green Day
- Oasis
- The Offspring
- Therapy?

### Miglior artista dal vivo
- Bon Jovi
- The Prodigy
- R.E.M.
- The Rolling Stones
- Take That

### Free Your Mind
- Greenpeace

## Esibizioni
- Blur — The Universal
- Bon Jovi — Hey God
- Jovanotti __ Penso positivo
- David Bowie — The Man Who Sold the World
- The Cranberries — Zombie
- East 17 — Thunder
- MC Solaar
- Simply Red — Fairground
- Take That — Back for Good